# 강혜경
강혜경은 대한민국의 성악가이다. 중앙대학교 성악과 교수로 활동했다.

## 가족
- 유인촌 : 남편
- 유대식 : 아들